# Арташес II
Арташес II (на арменски: Արտաշես Երկրորդ) е цар на Велика Армения от 34 до 20 пр.н.е.

## Живот
Той е най-възрастния син на Артавазд II. Арташес се качва на престола след като баща му е пленен и екзекутиран от Марк Антоний, а самият той е принуден да бяга при партите след като е победен от римска армия. След това с помощта на партите, Арташес се завръща в Армения и води успешна война срещу Артавазд I от Медия Атропатена – стар враг на баща му. Също така арменският цар екзекутира всички останали римляни в територията на държавата си. Вероятно това е и причината, Октавиан да откаже да освободи семейството му пленено преди време от римляните, когато Арташес изпраща дипломати в Рим с молба те да бъдат върнати в Армения.
През 20 пр.н.е. арменците изпращат пратеници при Октавиан за да му съобщят, че вече не искат Арташес да е техен цар и да поискат неговия брат Тигран III (който е затворен в Александрия от римляните) да бъде направен цар. Август с охота се съгласява и праща голяма армия командвана от Тиберий да свали Арташес. Преди римските сили да пристигнат Арташес е убит от роднините си и така римляните поставят Тигран на трона на Велика Армения, без дори да влизат в битка.